# Таласка област
Таласка област (кирг. Талас облусу) једна је од седам административних јединица (области) Киргистана. Налази се у северозападном делу државе на граници са Казахстаном и Узбекистаном.